# St. Pauli-Landungsbrücken (Fernsehserie)
St. Pauli-Landungsbrücken ist eine Fernsehserie, die in den Jahren 1979 bis 1982 vom Studio Hamburg produziert wurde und im regionalen Vorabendprogramm der ARD ausgestrahlt wurde. Die Erstausstrahlung erfolgte am 9. November 1979 im NDR-Regionalprogramm der ARD.

## Handlung
Die Serie mit Lokalkolorit erzählt vom Leben und Alltag der Menschen, die im Hamburger Stadtteil St. Pauli wohnen und an den Landungsbrücken sowie im Hafen arbeiten. Die einzelnen Episoden sind jeweils in sich abgeschlossen. Die zentrale Rolle in der Serie hatte Inge Meysel, die die Blumenverkäuferin Gretchen Ebelmann spielte. Ihre Schwester Lenchen Ebelmann, dargestellt von Eva Maria Bauer, kam ebenfalls in mehreren Episoden vor.
Jede Episode wurde von einem Off-Text, gesprochen von Rolf Becker, im Vorspann eingeleitet.

„Landungsbrücken ... Tor zur Welt ... Aber auch Schnittpunkt von Bahn und Straße, Bus- und Schiffslinie ... Durchgangsstation für Touristen ... und viele Menschen, die im Hafen arbeiten ... unterschiedliche Schicksale ... unterschiedliche Geschichten, die im Häusermeer der Großstadt oft im Verborgenen bleiben.“

## Darsteller
In der Serie wurden viele bekannte Schauspieler eingesetzt.
Auswahl der Darsteller
- Evelyn Hamann
- Uwe Dallmeier
- Helga Feddersen
- Witta Pohl
- Uwe Friedrichsen
- Günter Lüdke
- Walter Richter
- Christa Siems
- Jan Fedder
- Diether Krebs
- Gerda Gmelin
- Klaus Löwitsch
- Sabine Kaack
- Gerda-Maria Jürgens
- Edgar Bessen
- Eva Brumby
- Arthur Brauss
- Hans Peter Korff
- Horst Michael Neutze
- Hannelore Zeppenfeld
- Friedrich Schütter
- Günter Strack
- Lutz Mackensy
- Edgar Hoppe
- Barbara Sukowa
- Jan Hendriks
- Jochen Striebeck
- Sigmar Solbach
- Andrea Rau
- Kay Sabban
- Gerhard Olschewski
- Claus Theo Gärtner
- Diana Körner
- Uwe Bohm
- Hermann Lause
- Barbara Valentin
- Daniela Ziegler
- Ferdinand Dux
- Dieter Ohlendiek
- Astrid Nestvogel
- Joachim Richert
- Hans Häckermann
- Elisabeth Volkmann
- Til Erwig
- Horst Naumann
- Iris Berben
- Günther Maria Halmer
- Klaus Höhne
- Rainer Hunold
- Heinz Baumann
- Jochen Schroeder
- Dieter Kursawe
- Dirk Galuba
- Evelyn Meyka
- Uwe Ochsenknecht
- Dietlinde Turban
- Rudolf Schündler
- Helmut Zierl
- Lothar Grützner
- Karl-Heinz Hess
- Gila von Weitershausen
- Beate Finckh
- Bill Mockridge
- Volker Brandt
- Matthias Ponnier
- Renate Schroeter
- Claudia Demarmels
- Stephan Orlac
- Claus Wilcke
- Karin Baal
- Siegfried Kernen
- Rolf Becker
- Karl Lieffen
- Helen Vita
- Klaus Höhne
- Gisela Trowe
- Ulrike Bliefert
- Eberhard Cohrs
- Heinz Hoenig
- Bernd Tauber
- Rüdiger Schulzki

## Regie
Wie die Darsteller wechselten auch die Regisseure der Serie. So inszenierten unter anderem Dieter Wedel, Hermann Leitner, Uwe Frießner, Wilfried Dotzel, Ulrich Stark, Volker Vogeler, Roger Fritz, Dieter Kehler, Kristian Kühn, Peter Harlos und Dagmar Damek Folgen für die Serie.

## Episodenliste
| Staffel 01 - Episode 01: Brückenwart Heiner Eck - Episode 02: Begegnung - Episode 03: Gretchen Ebelmann - Episode 04: Bordwache - Episode 05: Fluchtpläne - Episode 06: Sabine - Episode 07: Eine ganz normale Ausbildung - Episode 08: Der Trick - Episode 09: Lizzy Matern - Episode 10: Wilder Majoran - Episode 11: Papas Tochter - Episode 12: Das Geschenk - Episode 13: Kurzurlaub - Episode 14: Vor Anker gehen - Episode 15: Der Italiener - Episode 16: Barkasse Pösel - Episode 17: Frau Klagens - Episode 18: Walter und Erni - Episode 19: Der Fan - Episode 20: Der 65. Geburtstag - Episode 21: Immer lustig - Episode 22: Drei Wochen im Dock - Episode 23: Rio - Episode 24: Der erste Versuch - Episode 25: Tunnelfeger Kurt Poddich - Episode 26: Geburtstagsüberraschung - Episode 27: Kleine Hexe - Episode 28: Der Runner - Episode 29: Die geborene Freundin - Episode 30: Hafenforellen | Staffel 02 - Episode 31: Ziehharmonikajule - Episode 32: Der Lademeister - Episode 33: Clasing und Sohn - Episode 34: Auf der Durchreise - Episode 35: Berufswechsel - Episode 36: Wanda - Episode 37: Per Anhalter - Episode 38: Eine Seemannsfrau - Episode 39: Der Sänger - Episode 40: Die Kompagnons - Episode 41: Uwe ist der Größte - Episode 42: Vera - Episode 43: Acht Tage Urlaub - Episode 44: Wasserratten - Episode 45: Zehn Stunden Landfrei - Episode 46: Onkel Wense - Episode 47: So weit die Kohle reicht - Episode 48: Der Hauptgewinn - Episode 49: Mutterschaftsurlaub - Episode 50: Samstag ist Reistag - Episode 51: Egon war der Beste - Episode 52: Ein Glas zuviel - Episode 53: Das Geheimnis - Episode 54: Das Erinnerungsfoto - Episode 55: Bobby King - Episode 56: Zwei ziehen zusammen - Episode 57: Seute Deern - Episode 58: Späte Heirat - Episode 59: Fundsache - Episode 60: Die Schwiegereltern kommen |

## DVD-Veröffentlichung
Die Serie ist komplett in zwei DVD-Boxen mit je vier DVDs 2009 und 2010 erschienen. Die DVD-Boxen haben jeweils eine Laufzeit von 750 Minuten und sind als FSK 6 freigegeben. Eine weitere Box mit acht DVDs, die alle 60 Folgen enthält, wurde am 12. Januar 2018 von der Firma Pidax veröffentlicht.